# Lisa Buckwitz
Lisa Buckwitz (n. 2 decembrie 1994, Berlin, Germania) este o sportivă ce a reprezentat Germania, medaliată olimpică. A participat la 2 ediții ale Jocurilor Olimpice (2018, 2022) în care a câștigat o medalie de aur în proba de bob.